# Andriej Biełozierski
Andriej Nikołajewicz Biełozierski (ros. Андрей Николаевич Белозерский, ur. 29 sierpnia 1905 w Taszkencie, zm. 31 grudnia 1972 w Moskwie) – radziecki biolog i biochemik.

## Życiorys
Uczy się w szkole średniej w mieście Wiernyj (obecnie Ałmaty), później studiował na Wydziale Fizyczno-Matematycznym Środkowoazjatyckiego Uniwersytetu Państwowego, od 1923 pracował w laboratorium uniwersytetu, 1925–1930 wykładał biologię na fakultecie robotniczym (rabfaku) przy uniwersytecie. W 1924 opublikował swoją pierwszą pracę naukową, w 1927 skończył studia, po czym 1927–1930 był aspirantem katedry fizjologii roślin wydziału biologii Środkowoazjatyckiego Uniwersytetu Państwowego, w 1930 przeniósł się do Moskwy, gdzie został pracownikiem katedry biochemii roślin Moskiewskiego Uniwersytetu Państwowego im. Łomonosowa. W 1932 został adiunktem, a w 1943 doktorem nauk biologicznych i profesorem, 1937–1940 był starszym pracownikiem naukowym Instytutu Mikrobiologii Akademii Nauk ZSRR, 1943–1946 konsultantem Instytutu Malarii i Parazytologii Medycznej Akademii Nauk Medycznych ZSRR, 1947–1951 konsultantem Instytutu Epidemiologii i Mikrobiologii Akademii Nauk Medycznych ZSRR, a 1950–1951 dyrektorem Biologiczno-Glebowego Naukowo-Badawczego Instytutu Biochemii Roślin przy Moskiewskim Uniwersytecie Państwowym. W 1946 założył i został pierwszym kierownikiem laboratorium antybiotyków/laboratorium biochemii mikroorganizmów Instytutu Biochemii Akademii Nauk ZSRR (do 1960), następnie 1960–1970 był starszym pracownikiem naukowym tego laboratorium. W latach 1954–1959 kierował oddziałem botanicznym Wydziału Biologiczno-Glebowego Moskiewskiego Uniwersytetu Państwowego, a 1965–1972 kierownikiem założonego z jego inicjatywy laboratorium biologii molekularnej i chemii bioorganicznej uniwersytetu. W 1958 został członkiem korespondentem, a w 1962 akademikiem Akademii Nauk ZSRR, w 1971 objął funkcję wiceprezydenta Akademii Nauk ZSRR. Prowadził badania nad obecnością DNA i RNA w bakteriach. Jako pierwszy wyizolował w stanie czystym DNA. Został pochowany na Cmentarzu Nowodziewiczym.

## Odznaczenia i nagrody
- Medal Sierp i Młot Bohatera Pracy Socjalistycznej (13 marca 1969)
- Order Lenina (trzykrotnie - 15 września 1961, 28 sierpnia 1965 i 13 marca 1969)
- Order Czerwonego Sztandaru Pracy (16 października 1951)
- Medal „Za Ofiarną Pracę w Wielkiej Wojnie Ojczyźnianej 1941–1945" (1945)
- Medal „Za obronę Moskwy”
- Medal „W upamiętnieniu 800-lecia Moskwy”
- Nagroda im. Łomonosowa Akademii Nauk ZSRR (1948)